# Flemming Helweg-Larsen
Flemming Helweg-Larsen (20. juli 1911 på St. Croix – 5. januar 1946 på Christianshavns vold, København) blev dødsdømt for likvideringen af Carl Henrik Clemmensen under den tyske besættelse. 
Helweg-Larsen var søn af provst og tidligere kirkeredaktør på Kristeligt Dagblad, Povl Helweg-Larsen, bror til Kristeligt Dagblads redningsmand og store fornyer i 1936, Gunnar Helweg-Larsen.  Helweg-Larsen var også halvfætter til forlæggeren Niels Helweg-Larsen, som skrev biografien Flemingway om ham. 

## Baggrund
Helweg-Larsen sagde som 20-årig sin kontorplads op og rejste omkring i Sydamerika, hvor han arbejdede i tre år som gaucho. Efter hjemkomsten skrev han en bog om sine oplevelser, der blev vel modtaget, og han oversatte Hemingways bog Lys og mørk latter for forlaget Thaning & Appel i 1941. Oversættelsen dannede grundlag for en nyere oversættelse af bogen i 1960.  I juni 1941 hvervede Helweg-Larsen sig til Division Nordland. Måske var det en flugt fra krisen i hans ægteskab; måske en flugt fra en nylig dom for ulovlig våbenbesiddelse, hvor tilhørighed til Waffen-SS beskyttede ham mod konsekvenserne. 
Han benyttede sine evner som krigskorrespondent i Finland, Tyskland, Rusland, Danmark og Holland. I 1943/44 var han en tid tilknyttet afdeling "Norma" i Waffen SS, med tanke på anti-russisk propagandatjeneste i Iran efter en påtænkt tysk invasion i landet. 

## Drabet
29. august 1943 var Helweg-Larsen i Danmark og deltog i den tyske anholdelse af et jødisk folketingsmedlem, samt overrabbineren og dennes søn, der efter jødeaktionen blev holdt som gidsler og derefter sendt til koncentrationslejren Theresienstadt. 
Dagen efter, 30. august 1943, pågreb han sammen med Søren Kam og en tredje dansker Carl Henrik Clemmensen i hans hjem, og skød og dræbte ham ved Lundtoftevej. 
Efter krigen blev Helweg-Larsen pågrebet i Korsør, da han kom hjem fra fronten. Han aflagde fuld tilståelse for drabet på Clemmensen, og beskrev det som en hævnaktion, fordi Clemmensen havde skældt journalisten Poul Nordahl-Petersen ud for hans tyskvenlighed og spyttet efter ham. Helweg-Larsen forklarede, at han og to andre danskere i en tysk bil havde hentet Clemmensen hjemme i hans bopæl. De foregav at være tysk politi og kørte ham til et sommerhus i Nordsjælland, hvor han tilstod episoden; men på vejen tilbage havde de kommanderet ham ud af bilen på Lundtoftevej, trukket pistolerne og opfordret ham til at bede sit fadervor. I Helweg-Larsens version tilbød Clemmensen nu at arbejde for tysk politi ved at angive andre pressefolk; og dette skulle have oprørt de tre så meget, at de fyrede løs på ham. Derefter kørte de, da de regnede med, at han var død. 

## Dødsdommen
Ved Korsør rets dom i september 1945 blev Helweg-Larsen dømt til døden. Højesteret stadfæstede dommen 5. december. Henrettelsen var den første i Danmark i fredstid siden 1892, hvor der var tale om en halshugning. Bøddelstillingen var afskaffet sammen med dødsstraffen i 1930, og det tog sin tid at få politiet til at acceptere bøddelfunktionen. Eksekutionskommandoerne blev sammensat af 8 mand fra ordenspolitiet og to fra kriminalpolitiet under kommando af en overordnet politimand. Alle skulle møde med skarpladt gevær, politikommandøren med pistol. Efter Helweg-Larsens henrettelse gik der et halvt år, inden Højesteret fik sig en ny sag om dødsstraf forelagt. 
Helweg-Larsens far, den gamle provst, fulgte sin søn til retterstedet,  marinestation Holmen ved Stadsgraven, som den første af de 46 dødsdømte danskere, der blev henrettet i årene 1946-50.  At den dødsdømtes egen far udøvede den gejstlige bistand ved sin søns henrettelse, gjorde dybt indtryk, og kan have medvirket til politiorganisationernes efterfølgende anmodning til justitsministeriet om en ændring fra skydning til hængning. Man holdt dog fast ved skydning som henrettelsesmåde. 
Under sit ophold i Vestre Fængsel skrev Helweg-Larsen sine erindringer fra årene 1941-45, om tiden som krigskorrespondent ved østfronten og Stalingrad. Hans dattersøn Morten Helweg-Larsen har udgivet det manuskript, hans morfar skrev i fængslet.  Morten Helweg-Larsen fortæller også om den skam, morfarens to døtre måtte leve med.  Bogen blev udgivet af Gyldendal i 2008 med titlen Dødsdømt: Flemming Helweg-Larsens beretning og forord af professor Ditlev Tamm. 